# Oemar Said Tjokroaminoto
Oemar Said Tjokroaminoto ou H.O.S. Tjokroaminoto, né le 16 août 1882 à Ponorogo et mort le 17 décembre 1934 à Yogyakarta, est un nationaliste indonésien. Il est le fondateur et le dirigeant du Sarekat Islam,,,.

## Biographie
Tjokroaminoto est né le deuxième de douze enfants, dans la Ponorogo en tant que fils de RM. Tjokroaminoto (chef de district de Kleco), petit-fils de RMA. Tjokronegoro (régent de la régence de Ponorogo), et arrière-petit-fils de Kyai Bagus Kasan Besari de Tegalsari pesantren. Selon sa généalogie, sa formation était orientée vers la fonction publique.
Connu comme le « roi sans couronne de Java » par les Néerlandais, Tjokroaminoto a été l'un des pionniers du mouvement syndical en Indonésie et a enseigné à certains des dirigeants les plus connus d'Indonésie. Ses idées politiques ont également donné naissance à diverses idéologies de l'Indonésie à cette époque, où il a donné des cours particuliers à des étudiants dans sa propre maison, tels que: Semaoen, Alimin, Musso, Sukarno, Kartosuwiryo, et même Tan Malaka. Il fut le premier à refuser de se soumettre aux Pays-Bas. Après sa mort, les couleurs du mouvement indonésien ont été développées par ses étudiants, les socialistes et les communistes adoptés par Semaoen, Musso et Alimin.
L'une de ses citations les plus célèbres était La plus haute éducation, la plus pure tawhid, la plus intelligente des stratégies, décrivant l'atmosphère de la lutte indonésienne à son époque qui nécessitait les trois capacités susmentionnées d'un combattant de la liberté. Parmi les différents étudiants qu'il aimait le plus, il y avait Sukarno jusqu'à ce qu'il épouse Sukarno avec sa fille Siti Oetari, la première épouse de Sukarno. Son message à ses disciples était si vous voulez être un grand leader, écrivez comme un journaliste et parlez comme un orateur. Ces mots ont incité ses disciples à faire crier Sukarno tous les soirs pour apprendre les discours à faire à ses amis, Musso, Alimin, SM Kartosuwiryo, Darsono et d'autres se sont réveillés et ont ri en le regardant.